# Bahamas/We'll Be Out
Bahamas/We'll Be Out è un singolo dei Kangaroo, pubblicato nel 1979.
In Italia la canzone Bahamas, scritta da Lucy Neale e Harry Thumann su musica e arrangiamento di Hermann Weindorf, fu usata come sigla dell'anime Le favole della foresta. Sul lato B è incisa We'll Be Out, scritta dagli stessi autori.

## Tracce
Lato A
1. Bahamas – 3:43 (Lucy Neale-Harry Thumann-Hermann Weindorf)

Durata totale: 3:43
Lato B
1. We'll Be Out – 3:07 (Lucy Neale-Harry Thumann-Hermann Weindorf)

Durata totale: 3:07

## Edizioni
Nel 1980 il disco è stato pubblicato in Svezia dall'etichetta Mariann International.
Nello stesso album il brano Bahamas è stato inserito nell'EP compilation ...A tutta estate!!.